# Megha-Tropiques
Megha-Tropiques (en abrégé MT) est un mission spatiale franco-indienne dont l'objectif était d'étudier les échanges d'énergie thermique entre océans et atmosphère dans la zone tropicale pour mieux comprendre leur incidence sur le climat. Le satellite a été placé sur une orbite circulaire inclinée de 20° par rapport à l'équateur par le lanceur indien PLSV (PSLV-C18) le 12 octobre 2011. La mission dont la durée initiale était de 3 ans s'est achevée en avril 2022.  Les données seront exploitées à la fois en Inde et en France.
Megha-Tropiques est une mission conjointe entre les agences spatiales française  (CNES) et indienne (ISRO) dont le nom même est un témoignage de cette coopération, puisque Megha signifie "nuage" en sanskrit.

## Contexte
Les échanges d'énergie thermique entre les océans et l'atmosphère dans la zone tropicale se répercutent sur le climat de l'ensemble de la planète. Mais les connaissances des interactions entre le cycle de l'eau et la circulation atmosphérique sont limitées et les prévisions d'événements climatiques dans la zone tropicale (cyclones tropicaux, moussons, inondations ou sécheresse) sont incertaines. L'étude du bilan énergétique dans cette région du globe est devenu une priorité dans l'étude du climat.

## Historique du projet
Annulée une première fois en 2003, la mission est réactivée en 2004 grâce à une augmentation de la participation indienne. Le CNES fournit une partie de l'instrumentation scientifique (Saphir, ScaRaB et une grande partie de Madras) tandis que l'ISRO fournit le lanceur, la plate-forme du satellite ainsi que le solde des instruments. 

## Caractéristiques techniques
Le satellite est composé de deux sous-ensembles : la plateforme de forme cubique qui contient tous les équipements permettant au satellite de fonctionner et le module de charge utile PIM (Payload Instrument Module). La plateforme est une version dérivée de celle utilisée par les satellites indiens IRS. Le satellite est stabilisé 3 axes. Son énergie est fourni par des panneaux solaires qui produisent 2000 Watts.
Les instruments embarqués sur le satellite sont : 
- Le radiomètre imageur MADRAS, conçu par l'Isro et le CNES. Il recueille les données sur les pluies, la vapeur d'eau et les nuages ;
- le radiomètre sondeur SAPHIR, développé par le CNES, mesure le profil vertical de l'humidité dans l'atmosphère ;
- le radiomètre large bande ScaRaB, également développé par le CNES, réalisera des mesures du bilan radiatif de la Terre.

## Déroulement de la mission
Le lancement, par une fusée indienne PSLV, a eu lieu avec succès le 12 octobre 2011. La fusée emporte également le micro-satellite luxembourgeois VesselSat-1 de 29 kg et deux CubeSats indiens. Megha-Tropiques est placé sur une orbite basse caractérisée par une altitude de 865 kilomètres et une inclinaison orbitale de 20°. Le satellite repasse au-dessus de la même zone tous les sept jours après avoir bouclé 97 orbites. La région située de part et d'autre de l'équateur (±23º) peut être observée trois fois par jour.
La phase de validation et d'étalonnage des instruments s'achève en janvier 2013. Conformément à l'accord signé par les deux pays contributeurs, les données produites durant les six premiers mois sont réservées équipes de la mission franco-indienne et aux 26 équipes scientifiques sélectionnées à la suite de l'avis d'offre de participation internationale. En janvier 2013 l'agence spatiale indienne et le CNES décident de lever toutes les restrictions d'accès aux données produites par SAPHIR et SCARAB (niveau 1A et 1A2). En septembre 2013 l'instrument MADRAS, qui ne produisait plus de données valides depuis janvier 2013 à la suite d'une panne mécanique, est officiellement déclaré comme étant hors service. En octobre 2014, la mission Megha-Tropiques qui a atteint sa durée de vie initiale est prolongée de deux ans. Les instruments SAPHIR et ScaRab sont pleinement opérationnels. En octobre 2016 la mission est de nouveau prolongée de quatre ans. En janvier 2020 les deux instruments sont toujours opérationnels mais le système de stockage des données rencontre des problèmes d'échauffement et les données de deux orbites sur trois ne peuvent être récupérées. En décembre 2021 la mission arrêtée définitivement à la suite d'un problème rencontré par le système de contrôle d'attitude. Le satellite dispose encore à cette date de 120 kilogrammes d'ergols.